# Live at the Wiltern
Live at the Wiltern – pierwszy album koncertowy brytyjskiego zespołu indierockowego Florence and the Machine. Wydany został przez wytwórnię płytową Island Records 28 czerwca 2011 roku. Materiał na minialbum został nagrany 7 listopada 2010 roku podczas koncertu grupy w Wiltern Theatre w Los Angeles. Wydany został również film z tego koncertu.

## Lista utworów
1. Howl (Live)
2. Drumming Song (Live)
3. My Boy Builds Coffins (Live)
4. Cosmic Love (Live)
5. Blinding (Live)
6. Ghosts (Live)
7. Hurricane Drunk (Live)
8. Between Two Lungs (Live)
9. You’ve Got to Love (Live)
10. Strangeness (Live)
11. Rabbit Heart (Live)
12. Heavy Intro (Live)
13. Heavy In Your Arms (Live)
14. Kiss With a Fist (Live)
15. Dog Days Are Over (Live)